# كين تاكوشي
كين تاكوشي (باليابانية: 武内健 ) (و. 1978  م) هو مؤدي صوت ياباني، ولد في طوكيو.

## وصلات خارجية
- كين تاكوشي على موقع IMDb (الإنجليزية)
- كين تاكوشي على موقع ميوزك برينز (الإنجليزية)
- كين تاكوشي على موقع قاعدة بيانات الفيلم (الإنجليزية)
- كين تاكوشي على موقع كينوبويسك (الروسية)
- كين تاكوشي على موقع ANN person (الإنجليزية)

- كين تاكوشي في قاعدة بيانات الأفلام على الإنترنت